# Kelly Gadéa

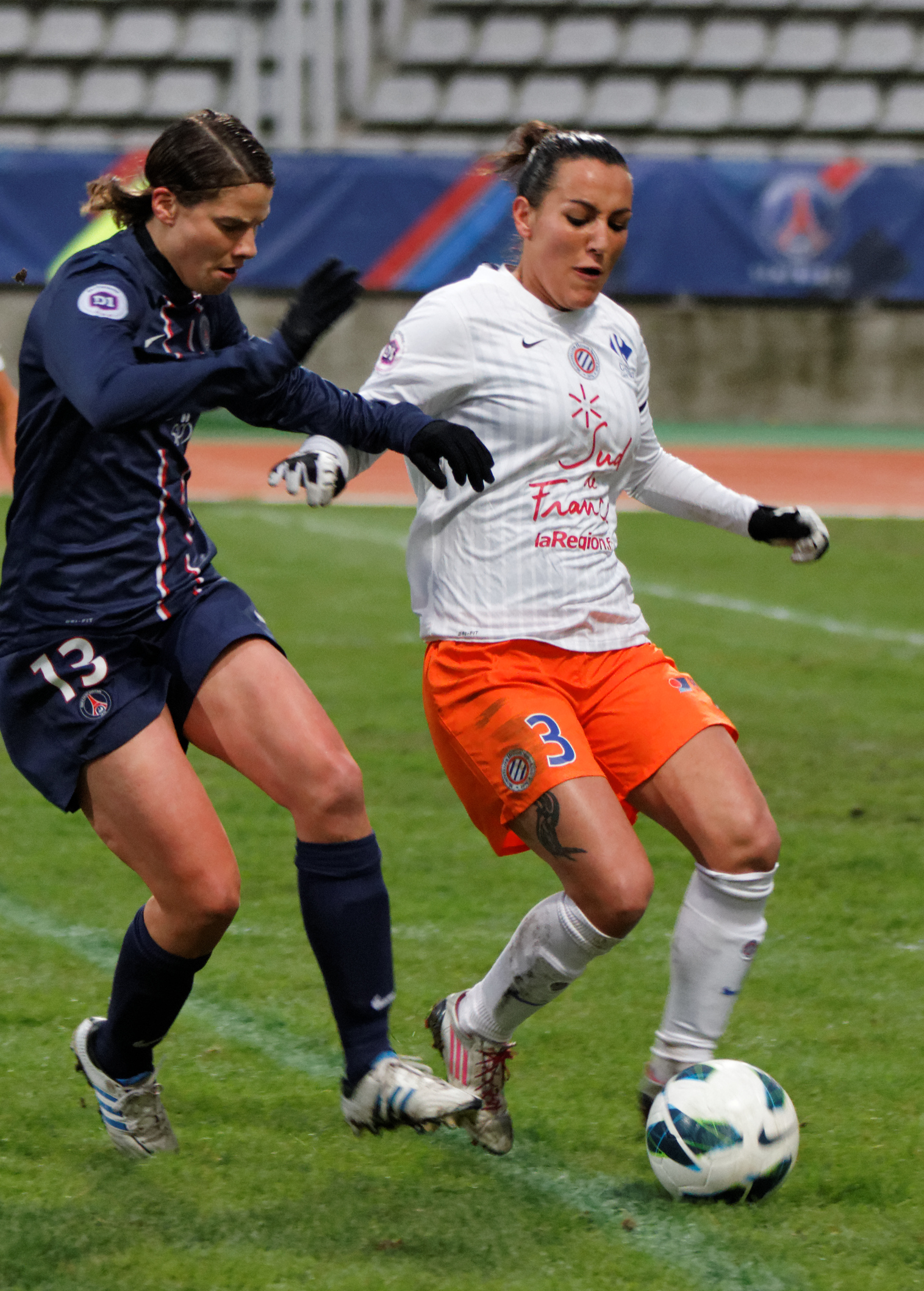
Kelly Gadéa (rechts), 2013

Kelly Gadéa (* 16. Dezember 1991 in Nîmes) ist eine französische Fußballspielerin.

## Vereinskarriere
Mit dem Vereinsfußball begann Kelly Gadéa 1998 bei der AS Caissargues in einem Nachbarort ihrer Geburtsstadt. 2005 ging sie zum HSC Montpellier, und bereits in ihrer ersten Spielzeit dort (2005/06) kam die zu diesem Zeitpunkt erst 14-Jährige zu einem Punktspieleinsatz in dessen Erstligateam, das damals der amtierende Landesmeister war. In der Saison 2006/07 wurde sie in zwölf der 22 Ligabegegnungen berücksichtigt, wenn auch überwiegend nur als Einwechselspielerin. Als die Frauen aus Montpellier 2006 und 2007 jeweils den Landespokal gewannen, hatte Gadéa in diesem Wettbewerb allerdings kein einziges Spiel absolviert.
Um die Chance auf mehr Einsatzzeiten zu bekommen, verließ sie anschließend den Verein und schloss sich dem Ligakonkurrenten Racing Club Saint-Étienne an. Auch dort wuchs sie jedoch erst ab ihrer zweiten Saison (2008/09) in die Stammelf. Als Racings Frauschaft 2009 geschlossen zur AS Saint-Étienne übertrat, ging Kelly Gadéa diesen Weg mit. Insgesamt bestritt sie in ihren drei Jahren in Saint-Étienne 42 Spiele in der Division 1 – wobei sie auch sieben Tore erzielte – sowie fünf Pokalspiele (zwei Treffer).
2010 kehrte die 1,69 m große Defensivspielerin zu HSC Montpellier zurück und hat dort über sechs Jahre in kaum einem Pflichtmatch gefehlt. In der erfolgreich verlaufenden Saison 2015/16 war sie in ihrem Verein zudem Spielführerin.
Einen nationalen Frauentitel konnte sie bisher noch nicht gewinnen; 2011 stand sie im Endspiel des Landespokals, das der HSC allerdings im Elfmeterschießen gegen Saint-Étienne verlor, ebenso war sie 2015 bei der Finalniederlage gegen Olympique Lyon dabei.
2016 wechselte Kelly Gadéa zum Erstliganeuling Olympique Marseille und nach Marseilles Abstieg zwei Jahre später zum FC Fleury. Anfang September 2020 schloss sie sich dem FC Sevilla an, bat aber nach wenigen Wochen aus familiären Gründen um die Auflösung ihres Vertrags. Ab Januar 2021 trug sie wieder den Dress eines französischen Erstdivisionärs – der abstiegsbedrohten ASJ Soyaux, wo sie zu deren Klassenerhalt beitrug und auch in der Saison 2021/22 weiterhin aktiv ist.

### Stationen
- AS Caissargues (1998–2005)
- Montpellier HSC (2005–2007)
- Racing Saint-Étienne (2007–2009)
- AS Saint-Étienne (2009/10)
- Montpellier HSC (2010–2016)
- Olympique Marseille (2016–2018)
- FC Fleury (2018–2020)
- FC Sevilla (September/Oktober 2020)
- ASJ Soyaux (ab Januar 2021)

## In der Nationalelf
Kelly Gadéa durchlief frühzeitig die Jahrgangs-Nationalauswahlteams im Mädchenbereich. In der U-17 brachte sie es auf zehn Einsätze (ein Treffer), in der U-19 auf 24 internationale Partien (ebenfalls ein Torerfolg) und in der U-20 bisher auf fünf Spiele (noch ohne Treffer). 2008 stand sie jeweils im französischen U-17-Aufgebot bei der Europa- und der Weltmeisterschaft. Mit der U-19 gewann sie, gemeinsam in einer Frauschaft mit ihrer Klubkameradin Marina Makanza, bei der kontinentalen Endrunde 2010 in Mazedonien den Europameistertitel.
2011 hatte der Frauennationaltrainer Bruno Bini Kelly Gadéa erstmals in den Kreis der A-Nationalelf berufen und sie im erweiterten Kader der Bleues für die Weltmeisterschaft in Deutschland berücksichtigt. Im endgültigen Aufgebot war sie dann allerdings nicht dabei. Dafür verhalf Bini ihr Ende Oktober 2011 zu ihrem A-Länderspiel-Debüt, als er sie im EM-Qualifikationsspiel gegen Israel zu Beginn der zweiten Halbzeit für Laura Georges einwechselte. Sie gehört zum französischen Olympiaaufgebot 2012, wenn auch nur als „Nachrückerin“. Knapp vier Jahre nach ihrem letzten Einsatz berief Bini-Nachfolger Philippe Bergeroo Kelly Gadéa, die 2014 und 2015 sieben Spiele mit dem französischen B-Team bestritten hatte, wieder in ein A-Aufgebot, mit dem Frankreich am SheBelieves Cup 2016 Anfang März 2016 in den USA teilnahm. Zu einem weiteren A-Länderspiel – ihrem fünften und letzten – kam sie dann aber erst ein halbes Jahr später unter Bergeroos Nachfolger Olivier Echouafni. (Datenstand: 16. September 2016)

## Palmarès
- Französischer Pokal: Finalistin 2011, 2015
- U-19-Europameisterin: 2010

## Nachweise und Anmerkungen
1. ↑  Meldung „Kelly Gadéa löst ihren Vertrag mit dem FC Sevilla einvernehmlich auf“ vom 5. Oktober 2020 bei sevillafc.es

| Personendaten    | Personendaten                 |
| ---------------- | ----------------------------- |
| NAME             | Gadéa, Kelly                  |
| KURZBESCHREIBUNG | französische Fußballspielerin |
| GEBURTSDATUM     | 16. Dezember 1991             |
| GEBURTSORT       | Nîmes, Frankreich             |